# Pipes of Peace
Pipes of Peace (с англ. — «Трубки мира») — четвёртый сольный студийный альбом Пола Маккартни, выпущенный в 1983 году.
Будучи выпущен после пользовавшегося большим успехом альбома Tug of War, Pipes of Peace был принят публикой также довольно неплохо и многие песни из него стали хитами, однако музыкальные критики приняли альбом значительно прохладнее, чем Tug of War.

## Об альбоме

### Создание альбома
Когда альбом был издан, многие критики отметили, что Pipes of Peace подобен своему предшественнику, альбому Tug of War, во многих отношениях. Альбом также был спродюсирован Джорджем Мартином; в альбоме присутствовали две песни, созданные в сотрудничестве с одним и тем же артистом (в Tug of War — со Стиви Уандером; в этот раз соавтором стал Майкл Джексон); продолжилось сотрудничество при записи с Ринго Старром, с экс-гитаристом группы «10cc» Эриком Стюартом; в записи части материала (но уже в последний раз) участвовал Денни Лэйн. Причиной всего этого было то, что многие из песен, вошедших в альбом, были записаны в 1981 во время сессий звукозаписи материала для альбома Tug of War; остальные («Pipes of Peace», «The Other Me», «So Bad», «Tug of Peace» и «Through Our Love») были записаны позже, в сентябре и октябре 1982. В ноябре 1982 Маккартни начал снимать фильм по своему сценарию, «Передай привет Брод-стрит» (англ. Give My Regards to Broad Street), где он также снимался в главной роли вместе с Линдой, Ринго Старром и Трейси Ульман; съёмки фильма заняли почти всё его время на протяжении 1983 года. Из-за занятости со съёмками (а также по соображениям выдержать паузу после выпуска предыдущего альбома), выпуск Pipes of Peace был отложен до октября 1983.
Затем Маккартни направил всю свою энергию на окончание работы как над фильмом, так и над альбомом с саундтреком к нему, которые вышли в свет осенью 1984.
В 1983 Pipes of Peace был издан в Великобритании лейблом Parlophone традиционно, на виниловом LP-диске, а в США альбом был издан лейблом Columbia Records сразу же на CD-диске, что было в первый раз для первоизданий Маккартни.
В 1993 Pipes of Peace был ремастирован и переиздан на CD как часть серии «The Paul McCartney Collection»; в переиздание бонус-треками были включены ранее не издававшаяся песня «Twice in a Lifetime» (заглавная песня фильма 1985 года); песня «We All Stand Together» — хит Маккартни 1984 года из проекта о медвежонке Руперте (Rupert Bear); песня «Simple as That», до того выходившая только на изданном в 1986 в рамках «антигероинового проекта» (англ. The Anti-Heroin Project) благотворительном альбоме It’s a Live-In World с записями разных музыкантов (на записи этой песни бэк-вокал поют в том числе и дети Маккартни — Мэри, Стелла и Джеймс). Рассматривалась также, но в переиздание как бонус-трек не вошла, песня «Ode to a Koala Bear» (ранее вышедшая на стороне «Б» сингла «Say Say Say»).
Интересно, что Маккартни никогда не включал ни одну из песен из этого альбома в программу своих концертных выступлений.

### Выпуск альбома, реакция критиков
Реакция музыкальных критиков на альбом была более прохладной, чем на Tug of War; многие из них посчитали, что Pipes of Peace — слабое повторение «формул успеха» предыдущего альбома Маккартни.
Дуэт Маккартни и Джексона «Say Say Say» поднялся до 2-го места в чарте Великобритании; в США эта песня поднялась до 1-го места, где находилась 6 недель в конце 1983 и начале 1984 годов. Маккартни и Джексон были очень дружны между собой в период с 1981 по 1985; охлаждение их отношений наступило, когда Джексон купил компанию ATV Music, владевшую правами на все песни The Beatles.
Вслед за «Say Say Say» и заглавный трек альбома «Pipes of Peace», поднялся до 1-го места в Великобритании в начале 1984, в то время когда в США другой трек с альбома, «So Bad», стал хитом в Top 30.
Альбом целиком был немного менее успешен в чартах, чем Tug Of War, поднявшись до 4-го места в Великобритании и до 15-го в США.

## Список композиций
Слова и музыка всех песен — Пол Маккартни, за исключением «Say Say Say» и «The Man» (написанных совместно с Майклом Джексоном), а также «Hey Hey» (написанной совместно со Стенли Кларком).
| №  | Название           | Примечание               | Длительность |
| -- | ------------------ | ------------------------ | ------------ |
| 1. | «Pipes of Peace»   |                          | 3:56         |
| 2. | «Say Say Say»      | Дуэт с Майклом Джексоном | 3:55         |
| 3. | «The Other Me»     |                          | 3:58         |
| 4. | «Keep Under Cover» |                          | 3:05         |
| 5. | «So Bad»           |                          | 3:20         |

| №   | Название               | Примечание               | Длительность |
| --- | ---------------------- | ------------------------ | ------------ |
| 6.  | «The Man»              | Дуэт с Майклом Джексоном | 3:55         |
| 7.  | «Sweetest Little Show» |                          | 2:54         |
| 8.  | «Average Person»       |                          | 4:33         |
| 9.  | «Hey Hey»              |                          | 2:54         |
| 10. | «Tug of Peace»         |                          | 2:54         |
| 11. | «Through Our Love»     |                          | 3:28         |

| №   | Название                | Длительность |
| --- | ----------------------- | ------------ |
| 12. | «Twice in a Lifetime»   | 2:59         |
| 13. | «We All Stand Together» | 4:22         |
| 14. | «Simple as That»        | 4:17         |

### Переиздание 2015 года
2 октября 2015 года альбом был переиздан в серии Paul McCartney Archive Collection. Издание было выпущено в нескольких форматах:
- Standard Edition — на двух CD-дисках; на первом диске — оригинальный 11-трековый альбом, на втором диске 9 бонус-треков[5].
- Deluxe Edition — на двух CD-дисках и одном DVD-диске; 112-страничная книга и 64-страничная книга о клипа песен «Pipes of Peace»[6].
- Remastered Vinyl — на двух виниловых LP-дисках; версия альбома, включающая в себя треки из Standard Edition и ссылку в Интернете на загрузку материала[7].

Диск 1 — оригинальный альбом

Оригинальный 11-трековый альбом.
Диск 2 — бонусные треки
1. «Average Person» (Demo) — 4:05
2. «Keep Under Cover» (Demo) — 3:44
3. «Sweetest Little Show» (Demo) — 3:00
4. «It’s Not On» (Demo) — 2:56
5. «Simple as That» (Demo) — 3:16
6. «Say Say Say» (2015 Remix) — 6:59
Треки 1-6 ранее не издавалось.
7. «Ode to a Koala Bear» — 3:48
Б-сторона сингла «Say Say Say».
8. «Twice in a Lifetime» — 3:02
Заглавная песня одноимённого фильма 1985 года.
9. «Christian Bop» — 2:03
Ранее не издавалось.

Диск 3 — DVD
1. "Pipes of Peac"e (Music Video)
2. «So Bad» (Music Video)
3. «Say Say Say» (Music Video)
4. «Hey Hey in Montserrat»
5. «Behind the Scenes at AIR Studios»
6. «The Man»
4-6 видео, ранее не издавалось.

Цифровые бонусные треки

Доступно только на сайте paulmccartney.com.
1. «Say Say Say» (Instrumental) (2015 Remix) — 3:41

## Участники записи
- Пол Маккартни — бас-гитара, гитары, фортепиано, клавишные, синтезатор, барабаны, вокал
- Линда Маккартни — клавишные, бэк-вокал
- Майкл Джексон — вокал
- Эрик Стюарт — гитары, бэк-вокал
- Денни Лэйн — гитары, клавишные, вокал
- Hughie Burns — гитара
- Geoff Whitehorn — гитара
- Стенли Кларк — бас-гитара, вокал
- Gavin Wright — скрипка
- Jerry Hey — струнные, духовые
- Gary Herbig — флейта
- Chris Hammer Smith — губная гармоника
- Энди Маккей — саксофон
- Ernie Watts — саксофон
- Gary Grant — духовые
- Ринго Старр — барабаны
- Стив Гэдд — барабаны
- Dave Mattacks — барабаны
- James Kippen — табла в «Pipes of Peace»
- Petalozzi’s Children’s Choir — бэк-вокал в «Pipes of Peace»
- Martin Hunt : Extra on video, «Pipes of Peace»

## Чарты и сертификации

### Места в чартах
| Страна                  | Чарт (1983—1984)           | Место |
| ----------------------- | -------------------------- | ----- |
| Австралия               | Kent Music Report Chart    | 9     |
| Австрия                 | Albums Chart               | 15    |
| Канада                  | RPM Albums Chart           | 10    |
| Голландия               | Mega Albums Chart          | 11    |
| Франция                 | SNEP Albums Chart          | 13    |
| Италия                  | Albums Chart               | 8     |
| Япония                  | Oricon LP Chart            | 5     |
| Новая Зеландия          | Albums Chart               | 38    |
| Норвегия                | VG-lista Albums Chart      | 1     |
| Испания                 | Albums Chart               | 2     |
| Швеция                  | Albums Chart               | 4     |
| Швейцария               | Albums Chart               | 12    |
| Великобритания          | UK Albums Chart            | 4     |
| США                     | Billboard 200              | 15    |
| Западная Германия (ФРГ) | Media Control Albums Chart | 20    |

### Годовые чарты
| Страна         | Чарт (1983)               | Место |
| -------------- | ------------------------- | ----- |
| Австралия      | Albums Chart              | 89    |
| Великобритания | Gallup Poll               | 33    |
| Франция        | Albums Chart              | 43    |
| Италия         | Albums Chart              | 33    |
| США            | Billboard Pop Albums      | 28    |
| Страна         | Чарт (1984)               | Место |
| Австралия      | Albums Chart              | 94    |
| Великобритания | Gallup Poll               | 67    |
| Канада         | RPM Year-End              | 87    |
| Япония         | Japanese Albums Chart     | 45    |
| США            | U.S. Billboard Pop Albums | 98    |

### Сертификации и количество продаж
| Страна                                                                   | Сертификация | Количество продаж |
| ------------------------------------------------------------------------ | ------------ | ----------------- |
| Канада (Music Canada)                                                    | Платиновый   | 100,000^          |
| Япония (Oricon Charts)                                                   |              | 201,000           |
| Великобритания (BPI)                                                     | Платиновый   | 300,000^          |
| США (RIAA)                                                               | Платиновый   | 1,000,000^        |
| ^ — обозначает, что количество продаж оценивается только по сертификации |              |                   |